# Apodemia castanea
Apodemia castanea är en fjärilsart som beskrevs av Prittwitz 1865. Apodemia castanea ingår i släktet Apodemia och familjen Riodinidae. Inga underarter finns listade i Catalogue of Life.